# Canal d'Ajim

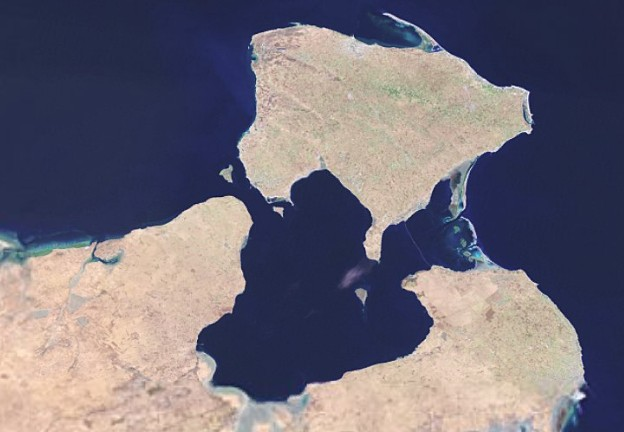
Vue satellite de l'île de Djerba avec le canal d'Ajim au sud-ouest.

Le canal d'Ajim s'est formé à l'endroit où l'île de Djerba s'est séparée du continent à la suite de l'effondrement des falaises il y a un million d'années.
La largeur du canal est de 2 500 m et sa profondeur est de moins de seize mètres.
Le port d'Ajim est le principal port de l'île devant celui d'Houmt Souk. Il était autrefois très réputé pour la pêche aux éponges.